# ヤンネ・コルピ
ヤンネ・コルピ(フィンランド語: Janne Korpi、1986年2月5日 - )はフィンランドのウーシマー県ヴィフティ(Vihti)出身のスノーボード選手。
父のペッカ・コルピ(Pekka Korpi)もスノーボード選手で、オリンピックにも出場している。
2005年にスイスのツェルマットで行われたスノーボード世界選手権でハーフパイプのジュニアチャンピオンに輝いている。
2006年のスノーボード・ワールドカップではハーフパイプで3位となっており、2007年にスイスのアローザで行われたスノーボード世界選手権ではビッグエアの種目に参加し、マシュー・クレペル、アンティ・アウティに続く3位に入賞した。